# Nuda
Los desnudos (Nuda) son una  clase del filo Ctenophora; su nombre alude a su principal característica diferencial, la ausencia de tentáculos. Incluye un solo orden, Beroida y unas 25 especies en dos géneros, Beroe y Neis.